# جنرال أسيمبلي
جنرال أسيمبلي هي مؤسسة تعليمية خاصة تهدف إلى الربح أسسها الرئيس التنفيذي جيك شوارتز وآدم بريتزكر وماثيو بريمر وبراد هارجريفز في أوائل عام 2011. وهي تحافظ على حرم جامعي في العديد من البلدان في جميع أنحاء العالم لتعليم رواد الأعمال والمهنيين في مجال الأعمال مهارات تقنية عملية. يوفر دورات في هندسة الأجهزة المحمولة والبرمجيات، وعلوم البيانات، وإدارة المنتجات، وغيرها من الدورات التدريبية الرقمية ذات الصلة.

## التاريخ
بدأت جنرال أسيمبلي في أوائل عام 2011 كمساحة عمل مشتركة في وسط مانهاتن، وتطورت لتصبح مدرسة خاصة. قامت ببناء أول حرم جامعي لها في حي فلاتيرون بمنحة من مؤسسة التنمية الاقتصادية لمدينة نيويورك. في عام 2015، جمعت الشركة 70 مليون دولار في تمويل رأس المال الاستثماري. اعتبارًا من سبتمبر 2016 ، أصبح لدى الشركة 15 موقعًا للتدريب في 4 قارات 
في أبريل 2018، أعلنت شركة خدمات الموارد البشرية Adecco Group عن استحواذها على جنرال أسيمبلي مقابل 413 مليون دولار.

## الدورات التي تقدمها جنرال أسيمبلي
تقدم جنرال أسيمبلي دورات قصيرة وبرامج عبر الإنترنت (بما في ذلك الدورات الليلية ودورات قصيرة مجانية عبر الإنترنت)، ودورات مكثفة من 10 إلى 12 أسبوعًا في برمجة الحاسب وعلوم البيانات وإدارة المنتجات، مع التركيز على تطوير الويب وتصميم تجربة المستخدم. يتم تقديم ما يقرب من 20 ٪ من دوراتها من خلال الشركات لموظفيها. في عام 2016، عملت مع شركات المحاسبة لوضع إطار لتقييم نتائج الطلاب التي تخطط لتسويقها إلى مؤسسات تعليمية خاصة أخرى.
جنرال أسيمبلي ليست معتمدة ولكن تمت الموافقة عليها من قبل مكتب كاليفورنيا للتعليم الخاص بعد المرحلة الثانوية.
وقد شاركت فروع جنرال أسيمبلي المحلية في تدريب المشردين. في يوم مساواة المرأة في عام 2016، أطلقت الشركة حملة هاشتاج، # looklikeadeveloper ، وأحداث مجدولة في جميع أنحاء العالم تركز على النساء في مجال الحوسبة.

## روابط خارجية
- الموقع الرسمي للجمعية العامة